# Khenchara & Jouar
Khenchara & Jouar è un centro abitato e comune (municipalité) del Libano situato nel distretto di al-Matn, governatorato del Monte Libano.